# Campeonato Europeo de KF1 2008
KF1 es el nivel máximo en karting
| Rondas | Circuito             | Fecha       | Pole                           | Victoria                               |
| ------ | -------------------- | ----------- | ------------------------------ | -------------------------------------- |
| 1 2    | Angerville (Essonne) | 4 de mayo   | Jack Te Braak Arnaud Kozlinski | Arnaud Kozlinski Gary Catt             |
| 3 4    | Mariembourg          | 29 de junio | Armand Convers Marco Ardigò    | Marco Ardigò                           |
| 5 6    | Braga                | 3 de agosto | Davide Fore Arnaud Kozlinski   | Arnaud Kozlinski Jean Philippe Guignet |